# Balboa (canción)
«Balboa» es un sencillo de la banda finlandésa Blind Channel, lanzado el 13 de agosto de 2021 como el segundo de su cuarto álbum de estudio Lifestyles of the Sick & Dangerous.

## Descripción
La canción, cuyo título es un homenaje al personaje Rocky Balboa interpretado por Sylvester Stallone, se caracteriza musicalmente por la fusión de versos marcadamente nu metal, con influencias de glitch, partes de gritos y riffs rápidos de guitarra, y un estribillo más cercano al Pop. En cuanto al significado del texto, el grupo afirmó: 

 Balboa  nos recuerda quiénes somos, quiénes hemos sido siempre. Es un himno pop violento sobre levantarse una y otra vez sin importar lo fuerte que te golpeen. Somos los que mantenemos nuestra visión sin compromiso. Los perdedores son una especie peligrosa. Este es un llamado a las armas para todos los soñadores trabajadores y la banda sonora de nuestra carrera hasta ahora.

## Vídeo musical
El video, dirigido por Aleksei Kulikov y filmado en un campo de boxeo, fue lanzado simultáneamente con el lanzamiento del sencillo a través del canal YouTube de Century Media Records.